# Поляки в Молдові
Історію поляків у Молдові слід досліджувати, маючи на увазі традиційний кордон по річці Дністер, яка відділяє Бессарабію від Придністров'я в Молдові. У той час як регіони по обидва боки річки були соціально та культурно взаємопов'язані, відмінна політична історія двох територій призвела до різних моделей польського поселення.

## Молдавське князівство

### Заснування князівства

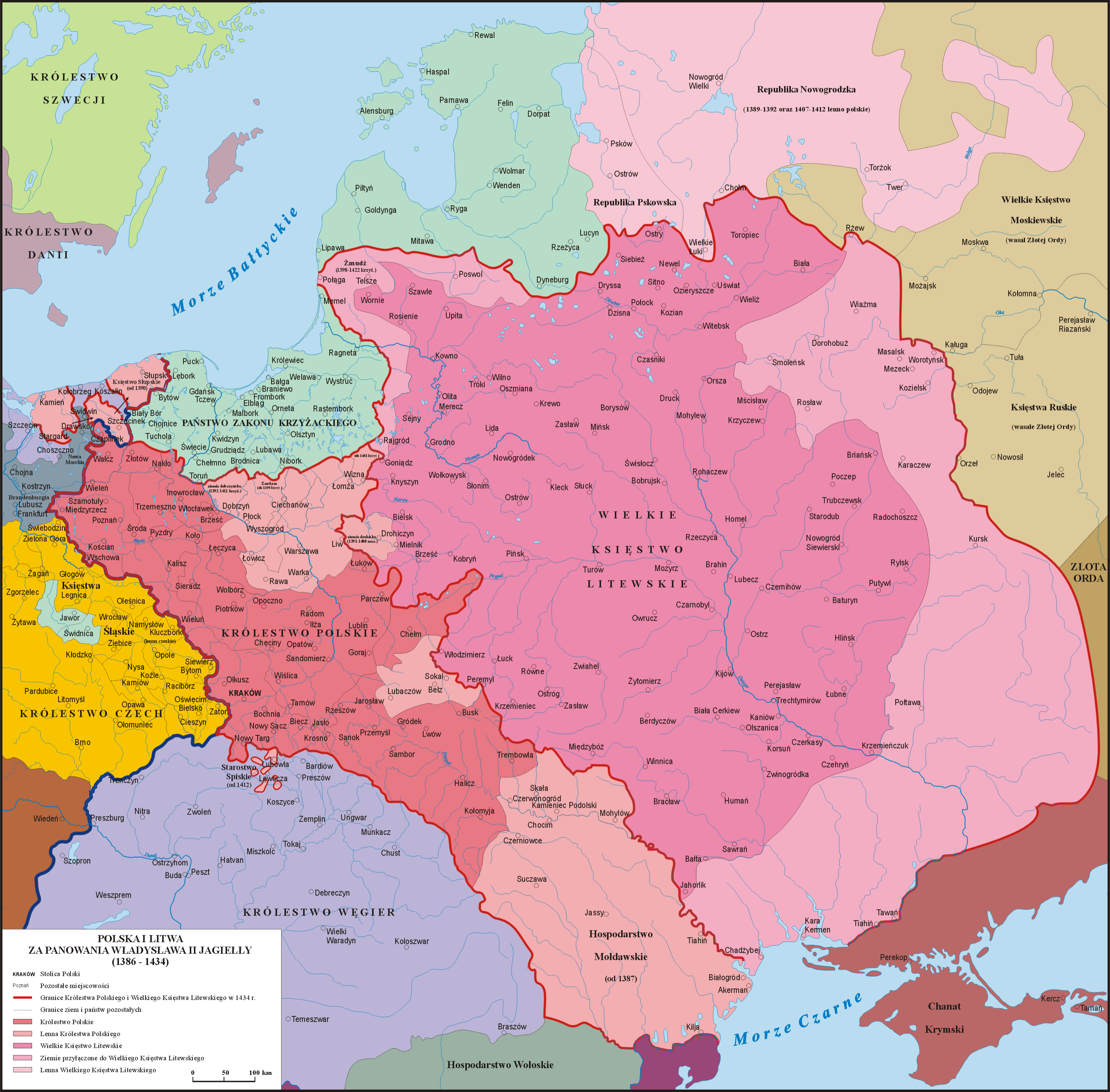
Карта Королівства Польського та Великого князівства Литовського між 1386 і 1434 роками, на якій зображено Молдавське князівство як польське володіння.

Початки польського впливу в Бессарабії можна простежити до XIV століття із заснуванням Молдовського князівства. Торгівля між Балтійським і Чорним морями між двома сусідніми країнами сприяла зростанню їхніх зв'язків. Протягом цієї епохи Молдова кілька разів була васальною державою спочатку Королівства Польського, а пізніше Речі Посполитої. Хоча кордон вздовж річки Дністер був соціально пористим, із значними змішаними шлюбами та культурним обміном між молдавською, польською та українською шляхтою, у Молдавії на той час не було значного польського поселення.

### Католицька місіонерська діяльність з Польщі
Цей зв'язок із Польщею посилювався спробами приєднати Молдову до римсько-католицької церкви, які передували заснуванню князівства. Францисканські та домініканські місіонери створили кілька латино-католицьких громад у сучасній Румунії, починаючи з ХІІІ століття нашої ери. Святий Престол вирішив створити єпископство на південь і схід від Карпатських гір у Валахії та Молдавії. Католицизм був привабливим серед традиційно православного населення через політичний контекст кінця XIV століття, коли Османська імперія просувалась до Європи. Коли Константинополь був значною мірою оточений після завоювання Адріанополя (нині Едірне) у 1360 році, візантійські імператори шукали політичного і військового союзника на католицькому заході, який вів хрестовий похід проти ісламу на Близькому Сході та на Близькому Сході. раніше. Богдан I наслідував той самий приклад і завдяки цьому отримав фактичну незалежність у 1359 році як воєвода-засновник (автономний князь) Молдови. Шукаючи допомоги та захисту у Польщі, Богдан прийняв латинських місіонерів. У 1340 році в Сереті було засновано францисканський монастир, а в 1371 році — Серетську єпархію.
Єпархія була створена після того, як син Богдана Лацько з Молдови (1365—1373) запросив делегацію з Риму, пообіцявши йому навернення до католицизму, і попросив папу Урбана V надіслати місіонерів і заснувати латинську єпархію в столиці його князівства, Сереті. 24 липня 1370 року Папа доручив архієпископу Празі та єпископам Братислави та Кракова (Краковія) перевірити/завершити щирість Лацька (хоча його дружина залишалася православною) і наказав їм заснувати таку єпархію, яка охоплювала б Молдавську державу. Після того, як папа Григорій XI заснував єпархію, польський францисканець Анджей Ястшебець був висвячений першим єпископом краківським архієпископом Флоріаном Мокрським. Королевою Маргаретою угорською був побудований присвячений Іоанну Хрестителю католицький собор. Саме королева в 1377 році запросила домініканців до Серету.
Проте князь Лацько, який прихильно ставився до католицизму, наштовхнувся на серйозний опір з боку православного духовенства, тоді як ефективні навернені в латинь були зосереджені на півночі Молдови, поблизу католицьких сусідніх королівств Польщі та Угорщини. З 1372 року, коли Анджей був номінований апостольським адміністратором Галицької архиєпархії, ймовірно ніколи не повернувшись до Сірету, він та його наступники (всі поляки) проживали більше в Польщі, ніж у Молдові. У 1388 році князь Петру II «Мушат» (1375—1391) переніс столицю молдовського воєводи з Серету до Сучави, тим самим сприяючи кризі в Серетській єпархії, яку зараз покинули як корона, так і єпископат.

### Польський вплив

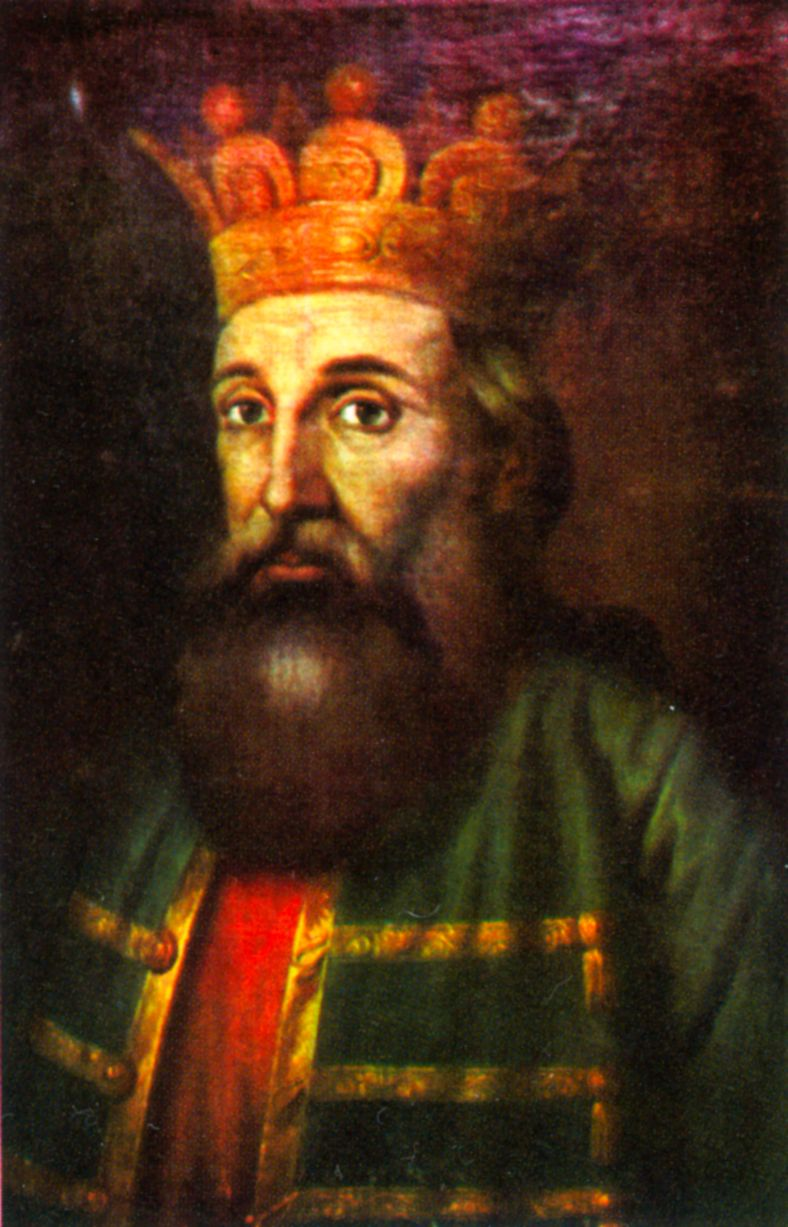
Князь Петру зробив пріоритетом збереження добрих стосунків із Польщею. 27 вересня 1387 року у Львові він віддав данину польському королю Владиславу II Ягайлу, зробивши Молдавію польською вотчиною, якою вона залишалася до 1497 року.

Незважаючи на перешкоджання зародженню Римо-католицької церкви в Молдові, Петру зробив пріоритетом збереження добрих відносин з Польщею. 27 вересня 1387 року у Львові він поклонився польському королю Владиславу II Ягайлу, зробивши Молдову польською вотчиною (якою вона залишалася до 1497 року). Другий шлюб Петру в 1388 році був з Ольгою, донькою Януша I, князя Мазовецького, від якої він мав сина Івашку. Навіть після того, як вплив Османської імперії зріс у Молдові та на Балканах, поляки продовжували брати активну участь у справах свого сусіда аж до завершення польських поділів у 1795 році.

### Бессарабія
У той же час Молдова, у свою чергу, була насильницько розділена шляхом анексії молдавських територій Габсбурзькою монархією в 1774 році (північно-західна частина Молдови, перейменована на Буковину) і Російською імперією в 1812 році (східна половина Молдавії, перейменованої на Бессарабію).
Кілька хвиль політичної та економічної міграції привели до того, що поляки почали селитися в Бессарабії на початку XVIII століття. До них входили кріпаки-втікачі, розбиті війська скинутого з престолу польського короля Станіслава Лещинського під час походу на Бендери та згодом розгромлені повстанці під час повстання Костюшка, які шукали притулку через кордон із Польщею. Хаос навколо поділів Польщі також сприяв цьому процесу. Пізніше після приєднання Бессарабії до Російської імперії польська міграція в цю територію збільшилася, до якої входила значна кількість євреїв з Польщі.
Протягом XIX століття російська влада заохочувала колонізацію Бессарабії румунами, росіянами, українцями, німцями, болгарами, поляками та гагаузами, насамперед у північних та південних районах, звільнених турками та ногайськими татарами, останніх було вигнано в 1770-1780-ті роки, під час російсько-турецьких війн; включення провінції до смуги осілості також дозволило іммігрувати більше євреїв. Частка румунського населення зменшилася з приблизно 86 % у 1816 році до приблизно 52 % у 1905 році. У цей час відбувалися антисемітські заворушення, що призвело до втечі тисяч євреїв до Сполучених Штатів.

## Придністров'я

Карта розташування Брацлавського воєводства в Речі Посполитій.

### Витоки
Очевидно, Придністров'я входило до складу Київської Русі. Після розпаду Русі внаслідок монгольської навали ця територія у XV столітті опинилася під владою Великого князівства Литовського у складі Поділля. Більша частина сучасного Придністров'я перебувала у складіБрацлавського воєводства Речі Посполитої до Другого поділу Польщі в 1793 році.
У 1504 році Кримське ханство завоювало найпівденнішу частину Придністров'я на південь від річки Ягорлик/Ягорлик разом із рештою регіону Єдисан, який залишався під контролем Османської імперії до 1792 року. Таким чином кордон між двома державами було встановлено на річці Ягорлик, яка в молдавських літописах згадується як Ягурлиць, а в польських джерелах як Jahorlik або Jahorłyk.

### Польська колонізація

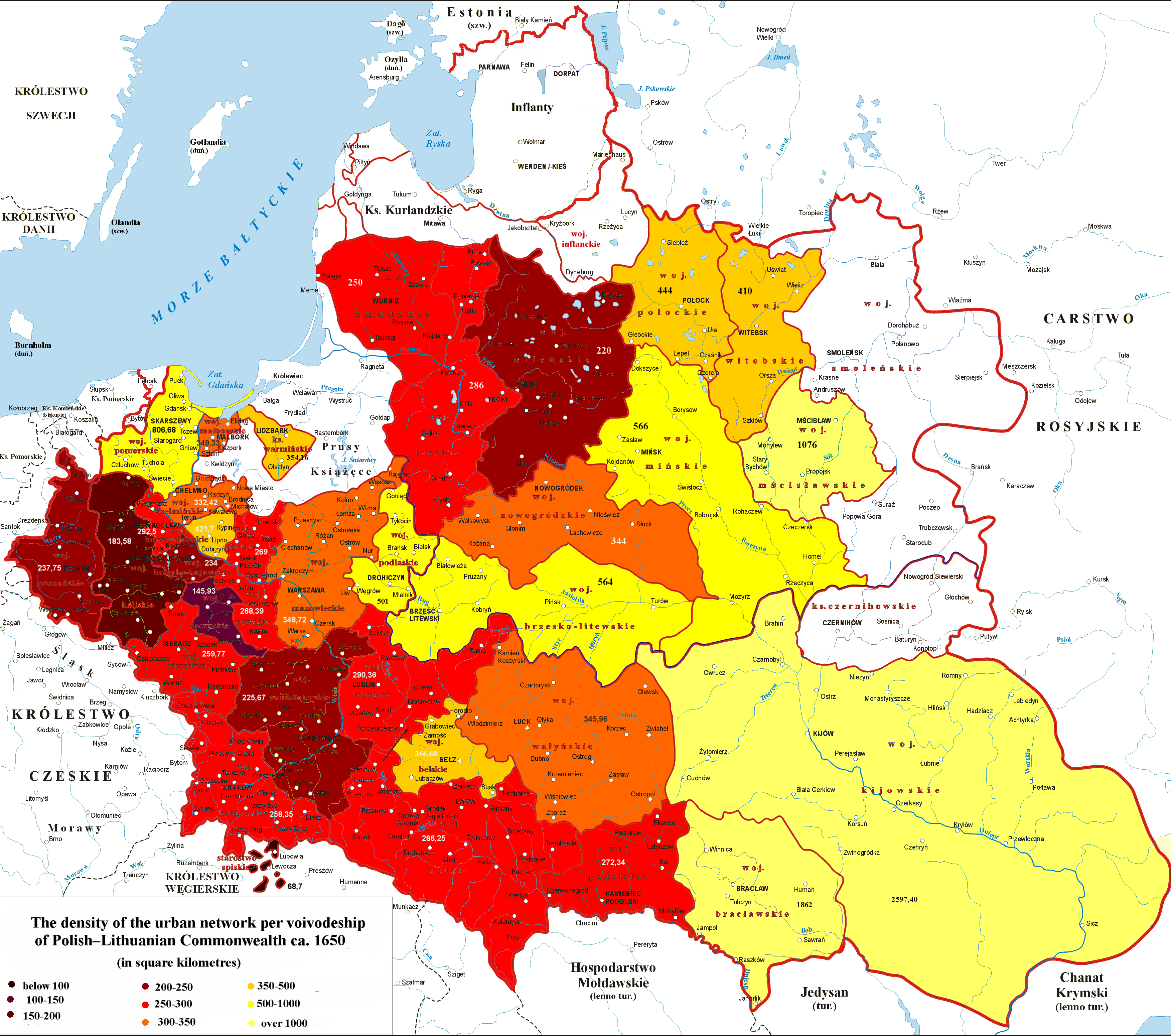
Щільність міської мережі на воєводства в Речі Посполитій у 1650 р. Сучасне Придністров'я входило до Брацлавського воєводства, яке було значно менш густо заселеним, ніж сусідні провінції на заході через набіги з Кримського ханства.

Через масові набіги та вторгнення Кримського ханства велика частина південного регіону Речі Посполитої була малозаселеною. Щоб виправити це, польські королі XVI та XVIІ століть, зокрема Стефан Баторій та Сигізмунд III Ваза, спонсорували широкомасштабну польську колонізацію Поділля, яке включає території сучасного Придністров'я. Польські магнати отримували великі малозаселені землі, а польська дрібна шляхта господарювала в маєтках і служила воїнами. Переселятися на ці території кріпаків спокушало тимчасове звільнення від кріпацтва на 20 років. Хоча більшість кріпаків були із західноукраїнських земель, значна кількість кріпаків прибувала із центральної Польщі. Останні мали тенденцію до асиміляції в українському суспільстві, а деякі з них навіть брали участь у козацьких повстаннях проти поміщиків. Польські магнати з України відігравали значну політичну та соціальну роль у Речі Посполитій, як і місцева шляхта на цих теренах, яка з часом полонізувалася.
Польське правління в цей час передбачало розширення єзуїтських шкіл і масштабне будівництво ошатних замків і маєтків, які включали бібліотеки, мистецькі колекції та архіви, які в багатьох випадках були такими ж за значенням, як і в самій Польщі. До кінця XVIІІ століття приблизно 11 % населення були римо-католиками, більшість з них поляки.

### Включення до складу Російської імперії

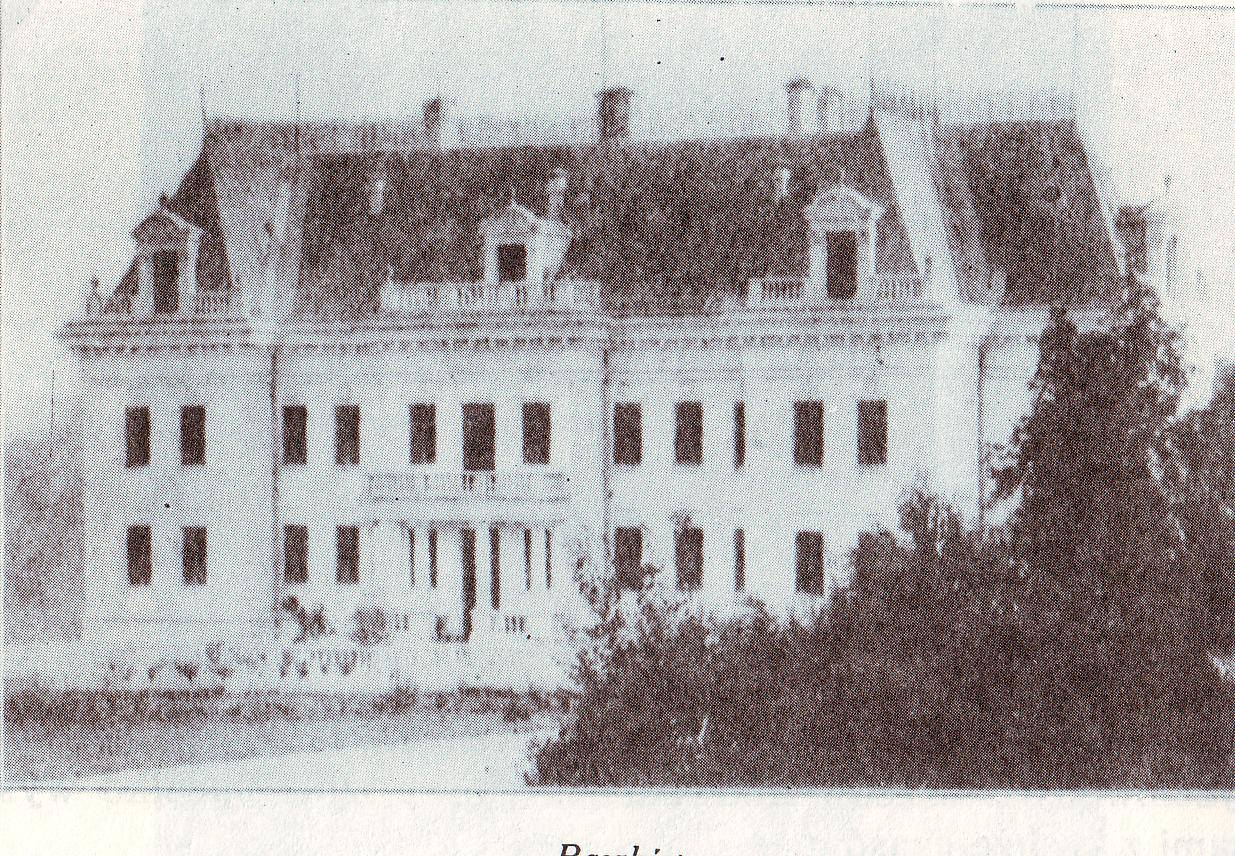
Палац Юревичів у Рашкові, знесений урядовими органами СРСР.

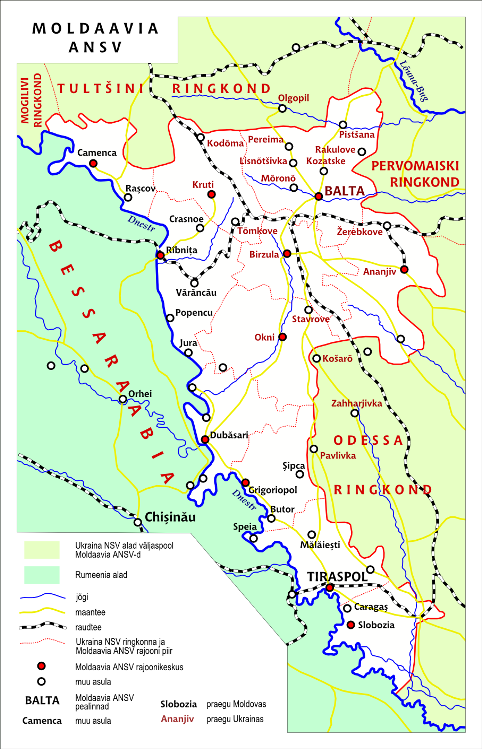
Карта Молдавської АРСР, до складу якої входило Придністров'я.

На момент поділу Польщі приблизно десять відсотків населення всіх приєднаних до Росії територій були етнічними поляками. До поляків належали заможні магнати з великими маєтками, бідніші шляхтичі, які працювали адміністраторами чи військовими, а також селяни. Ще довго після того, як цей край перестав бути частиною Польщі, поляки продовжували відігравати важливу роль як у воєводстві, так і в місті Києві. До невдалого польського повстання 1830—1831 років польська мова залишалася адміністративною мовою в освіті, уряді та судах.
За Російської імперії польське суспільство мало тенденцію до розшарування. За Російської імперії польські магнати процвітали за рахунок кріпаків і біднішої польської шляхти, яку вони витіснили з землі. Багаті магнати, як правило, виступали проти польських повстань, ототожнювали себе з росіянами-поміщиками і часто переїжджали до Петербурга. Таким чином, польський національний рух на українських землях, як правило, очолювали представники середньої та дрібної шляхти, які створювали таємні товариства в місцях з великою кількістю польського населення. Внаслідок антиросійського повстання 1830 р. російський уряд позбавив польську середню та бідну шляхту легального дворянського статусу та запровадив політику русифікації. Ці польські шляхтичі, юридично зведені до стану селян, часто асимілювалися з українською мовою та культурою. Багато бідніших польських шляхтичів, українізованих за мовою, культурою та політичною лояльністю, становили важливий елемент зростаючого українського національного руху. Незважаючи на триваючу міграцію поляків із центральної Польщі на українські землі, до кінця ХІХ століття лише три відсотки населення цих територій повідомили, що польська мова була їхньою рідною мовою.

### Між світовими війнами
Після Першої світової війни, наступу більшовицьких армій, польсько-радянської війни 1919—1921 рр. і включення цих земель до складу СРСР відбувся масовий вихід поляків, особливо поміщиків та інтелігенції, з колишніх земель Речі Посполитої.
Територія, яка мала стати Придністров'ям, у 1919 році була організована в Українську РСР, в рамках якої у 1924 році була створена Молдавська Автономна Радянська Соціалістична Республіка. За сталінського правління польська громада ще більше зменшуватиметься. Після короткого початкового періоду лібералізації та свободи поляки в Радянському Союзі зазнали переслідувань, розгону та масового терору. Ця тенденція посилилася наприкінці 1930-х років у результаті польської операції НКВД 1937—1938 рр., а також припинення навчання в Молдавській АРСР для всього нерумунського населення їхніми рідними мовами, яке було замінено українською та російською.

## Молдавська РСР

### Об'єднання територій Бессарабії та Придністров'я
2 серпня 1940 року Радянський Союз створив Молдавську Радянську Соціалістичну Республіку (Молдавська РСР), яка складалася з шести повітів Бессарабії, приєднаних до найзахіднішої частини того, що було МАССР, фактично розпустивши її. З цього моменту і до початку Придністровської війни в 1990 році та створення сепаратистської держави польська громада в Молдові була під єдиною державою.

### Після Другої світової війни до розпаду СРСР
Кількість поляків у всіх регіонах колишнього Радянського Союзу протягом останнього століття неухильно зменшувалася. Значною мірою цей занепад можна простежити через політику радянізації, спрямовану на знищення польської культури в СРСР. Знання про польську громаду в Молдові були повністю відсутні в Польщі протягом усього періоду після розпаду СРСР. Ця тенденція змінилася лише в 1990-х роках, коли польські дослідники отримали можливість проводити дослідження в Молдові.

## Сучасність

### Польська спільнота

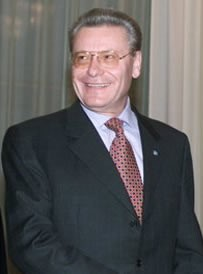
Петру Лучінський був другим президентом Молдови і носить транскрибований варіант польського прізвища Лучинський.

За радянським переписом 1989 року в Молдавській РСР було 4739 поляків. Перепис населення Молдови 2004 року повідомив про 2383 поляки. Останній перепис не включав дані, зібрані в Придністров'ї, а перепис 2004 року в Придністров'ї повідомив, що 2 % населення (близько 1100) були поляками.
Деякі публікації активістів Polonia та польських дипломатів згадують цифри до 20 000 поляків у Молдові, — значно перевищує кількість поляків, які назвали себе за переписом. Деякі автори включають у свої оцінки осіб польського походження, тоді як інші припускають, що люди католицького віросповідання (у переважно східно-православній країні) є, швидше за все, польського походження; і це може включати, напр Українці, які своїм походженням пов'язані з Польщею.
Внаслідок російської та радянської політики щодо польської культури лише невеликий відсоток поляків у Молдові сьогодні розмовляє польською. Наприклад, Петро лучинський, який був другим президентом Молдови, носить транскрибовану версію польського прізвища Łuczyński, але ніколи публічно не ідентифікував себе з польським походженням. Деякі придністровські політики, такі як колишня перша леді Ніна Штанскі та Євген Зубов, відкрито говорять про своє польське коріння.
16–17 травня 1995 р. відбувся міжнародний симпозіум про поляків у Молдові. Незадовго до конференції вийшла книга Polacy w Mołdowie mówią o sobie, яка є збіркою спогадів людей, які пережили радянські часи в Молдавській РСР або досі живуть у Молдові. Матеріали конференції опубліковано під назвою Polacy w Mołdawii.

### Польські організації в Молдові

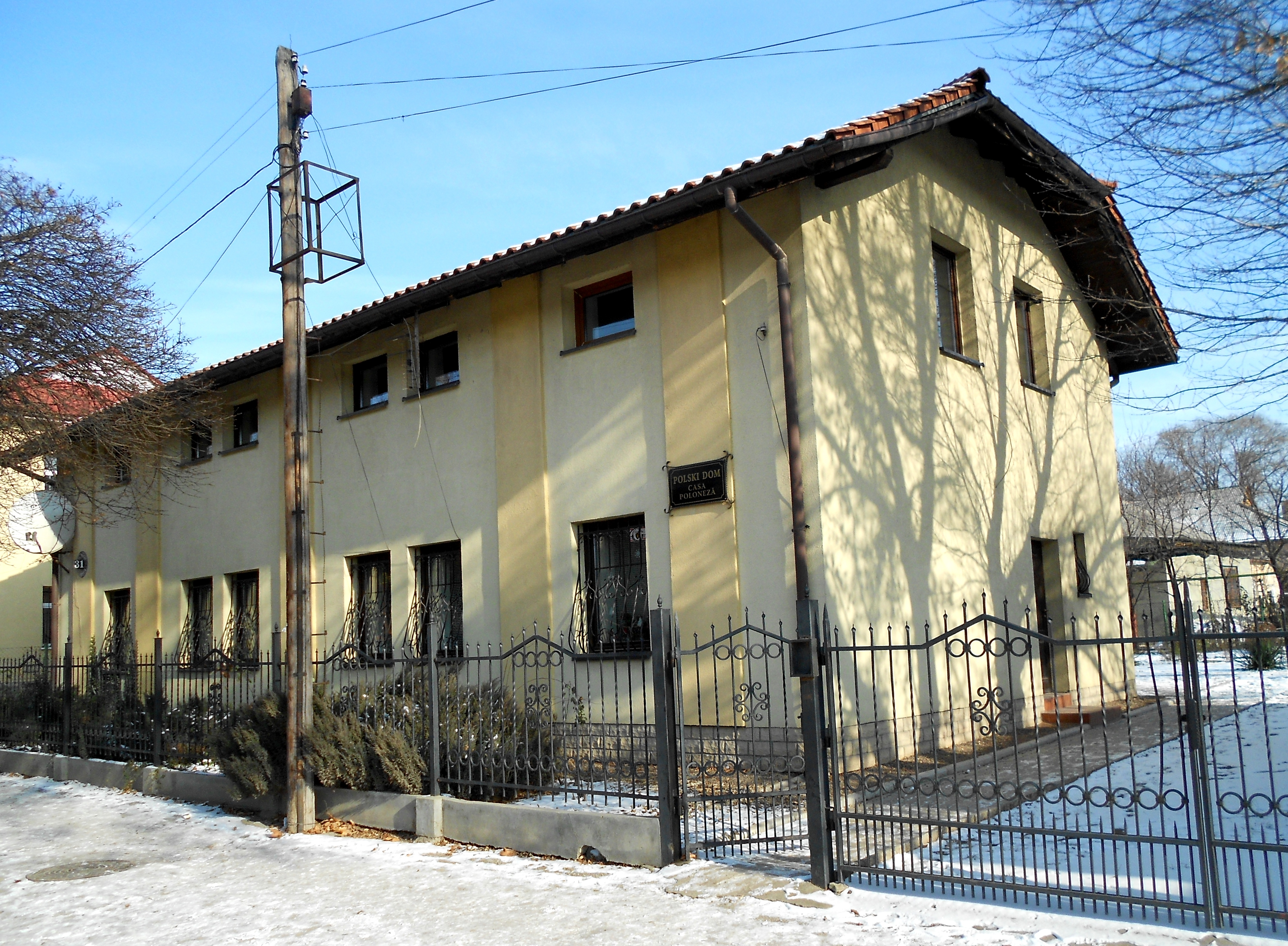
Польський дім у Бельцах

У період розпаду Радянського Союзу в 1990 році професор Тадеуш Маліновський заснував у Кишиневі Товариство польської культури (Polskie Stowarzyszenie Kulturalne). На жаль, через різні труднощі це не вдалося. Однак на його базі були створені інші польські організації: Союз поляків у Молдові та Товариство поляків «Відродження» (Towarzystwo Polaków «Odrodzenie»). Пізніше було засновано багато інших польських організацій, на думку Я. Дерліцького, занадто багато для нечисленного польського населення. Станом на 2013 рік активно працюють такі організації:
- Stowarzyszenie Polska Wiosna w Mołdawii[23]
- Polskie Towarzystwo Medyczne w Mołdawii — польська медична асоціація в Молдові[23]
- Związek Polaków w Mołdawii — Союз поляків у Молдові[23]
- Stowarzyszenie Polaków Gagauzji — Об'єднання поляків Гагаузії; понад 200 учасників станом на 2013 рік[23]
- Stowarzyszenie Kultury Polskiej «Jasna Góra» — Асоціація польської культури «Ясна Гора», Тирасполь, Придністров'я

## Виноски
1. ↑  The Jewish minority was more numerous in the past (228,620 Jews in Bessarabia in 1897, or 11.8% of the population).[7]